# 新基焦什

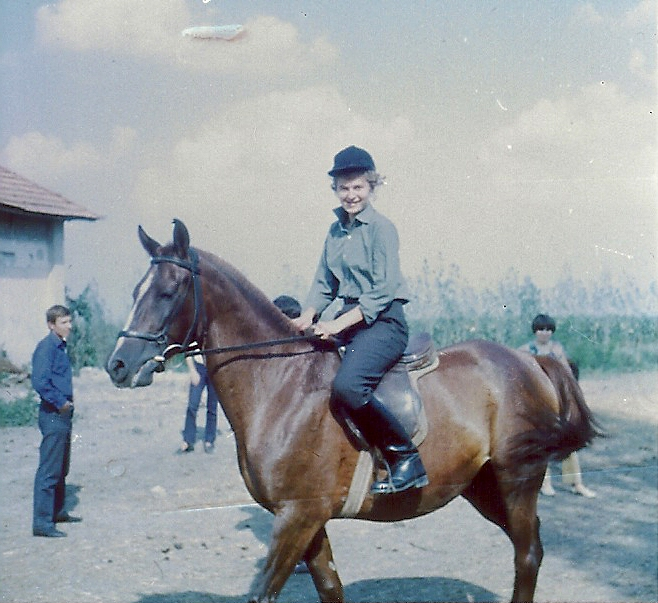

新基焦什是匈牙利的城鎮，位於該國東南部，距離首府貝凱什喬包17公里，由貝凱什州負責管轄，面積54.92平方公里，2011年人口5,284，其中約七成居民信奉天主教。
46°35′N 21°02′E / 46.583°N 21.033°E